# Црква Светог апостола и јеванђелисте Марка у Биљачи
Црква Светог апостола и јеванђелисте Марка у Биљачи, насељеном месту на територији Општине Бујановац, православни је храм који припада Епархији врањској Српске православне цркве.
Црква посвећена Светом апостолу и јеванђелисти Марку изграђена је 1926. године, на темељима старе цркве, о чему сведочи податак да је 1878. године у селу службовао свештеник Стоило Поповић. Првобитна црква била је посвећена Светом великомученику Димитрију.
Црква Светог Марка је пројектована у српско-византијском стилу.
Иконостас потиче из 1928. године, рад је Димитрија Андонова и садржи 31 икону.